# Запис Ракића храст (Претрковац)
Запис Ракића храст (Претрковац) се налази на парцели чији је власник Ракић Хранислав и Давина.

## Локација
| Општина             | Ражањ                                                                       |
| Катастарска општина | Претрковац                                                                  |
| Потес               | Село                                                                        |
| Координате          | 43° 45′ 03″ С; 21° 31′ 09″ И / 43.750799999999998° С; 21.519300000000001° И |
| Надморска висина    | 181m                                                                        |

## Карактеристике
Дендрометријске вредности утврђене на терену и сателитским снимцима:
| Стабло                     | Храст |
| Висина стабла              | m     |
| Обим дебла                 | m     |
| Пречник крошње             | 20m   |
| Пречник дебла              | m     |
| Висина дебла до прве гране | m     |

## База записа
Запис је у оквиру Викимедија пројекта "Запис - Свето дрво" заведен под редним бројем 0676.